# Tetsuo Shinohara
Tetsuo Shinohara (篠原 哲雄?, Shinohara Tetsuo; Tokyo, 9 febbraio 1962) è un regista giapponese.

## Filmografia
- Running High (1989)
- Kusa no ue no shigoto (1993) - cortometraggio
- Tsuki to kyabetsu (1996)
- Aku no hana (1997)
- Sentakuki wa ore ni makasero (1999)
- Kimi no tame ni dekiru koto (1999)
- Hatsukoi (2000)
- Requiem - Il festival dei morti (2000)
- Harikomi (2001)
- Jo gakusei no tomo (2001)
- Inochi (2002)
- Mokuyo kumikyoku (2002)
- Jam Films, co-regia di altri 7 registi (2002) - (segmento "Kendama")
- Eau de vie (2003)
- Shôwa kayô daizenshû (2003)
- Shinkokyû no hitsuyô (2004)
- Tengoku no honya - koibi (2004)
- Fîmeiru, co-regia di altri 4 registi (2005)
- Yokubô (2005)
- Metro ni notte (2006)
- Kurianesu (2007)
- Yamazakura (2008)
- Akui (2008) - cortometraggio
- Manatsu no Orion (2009)
- Tsumujikaze shokudo no yoru (2009)
- Ramune (2010)
- Koi no tadashii houhou wa hon nimo sekkeizu nimo notteinai (2010)
- Ogawa no hotori (2011)
- Tian xin qiao ke li (2012)
- Tanemaku tabibito: Kuni umi no sato (2015)
- Terminal (2015)
- Hana ikusa (2017)
- Principal: koi suru watashi wa heroine desu ka? (2018)
- Baachan Road (2018)